# До побачення, хлопчики (фільм)
«До побачення, хлопчики» (рос. «До свидания, мальчики») — російський радянський художній фільм кіностудії Мосфільм 1964 року за однойменною повістю Бориса Балтера. Режисер — Михайло Калік.

## Сюжет
У приморському місті живуть три приятеля, три класичні амплуа: розумник, простак і цинік. Розумник, він же герой — Володька, від імені якого йде розповідь; Простак Вітька; веселий цинік Сашка, єврей.
Справа відбувається в Євпаторії. Цілими днями вони пропадають на морі, мимоволі спостерігаючи життя порту, пляжні радості відпочивальників та з юнацьким максималізмом розмірковують про дружбу, перше кохання і сенс їх молодого життя, яке зовсім скоро переверне війна...

## У ролях
- Євген Стеблов — Володя Бєлов
- Микола Досталь — Саша Крігер
- Михайло Кононов — Вітя Анікін
- Федорова Вікторія — Женя
- Лілія Євстигнєєва — красуня на пляжі

## Факти
Через еміграцію Каліка з СРСР до Ізраїля фільм в СРСР підпав під заборону.